# Gaià
|  | Aquest article es refereix al poble del Bages; pel que fa al riu, vegeu riu Gaià. |

Gaià és un poble, cap del municipi del mateix nom, de la comarca del Bages.

## Geografia
- Llista de topònims de Gaià (Orografia: muntanyes, serres, collades, indrets..; hidrografia: rius, fonts...; edificis: cases, masies, esglésies, etc).

Situat als contraforts meridionals de la serra de Pinós, tocant al Berguedà, a l'esquerra del Llobregat. El terme també és drenat pels seus afluents, les rieres de Merlès i de Cornet i la riera de Gaià.
A més del nucli de Gaià, que és el cap municipal, hi ha les entitats de població de Galera i el Pla del Forn.
El bosc és absolutament predominant en el terme, de masies escampades i pocs nuclis de població, on destaca només Galera, a prop del Llobregat.

## Demografia
| Entitat de població | Habitants (2023) |
| Gaià                | 107              |
| Galera              | 70               |
| Font: Idescat       |                  |

| 1497 f | 1515 f | 1553 f | 1717 | 1787 | 1857 | 1877 | 1887 | 1900 | 1910 |
| ------ | ------ | ------ | ---- | ---- | ---- | ---- | ---- | ---- | ---- |
| 14     | -      | 20     | 238  | 296  | 649  | 662  | 592  | 555  | 663  |

| 1920 | 1930 | 1940 | 1950 | 1960 | 1970 | 1981 | 1990 | 1992 | 1994 |
| ---- | ---- | ---- | ---- | ---- | ---- | ---- | ---- | ---- | ---- |
| 710  | 718  | 644  | 589  | 442  | 241  | 143  | 154  | 143  | 143  |

| 1996 | 1998 | 2000 | 2002 | 2004 | 2006 | 2008 | 2010 | 2012 | 2014 |
| ---- | ---- | ---- | ---- | ---- | ---- | ---- | ---- | ---- | ---- |
| 160  | 164  | 168  | 150  | 154  | 154  | 160  | 177  | -    | 163  |

| 2016 | 2018 | 2020 | 2022 | 2024 | 2026 | 2028 | 2030 | 2032 | 2034 |
| ---- | ---- | ---- | ---- | ---- | ---- | ---- | ---- | ---- | ---- |
| 160  | 167  | 183  | 179  | 178  | -    | -    | -    | -    | -    |

## Llocs d'interès
Destaca l'antiga rectoria barroca avui convertida en hostal, que conserva una façana esgrafiada. També és notable l'església romànica restaurada de Sant Jordi de Lloberes.
Altres edificis històrics són: el Castell de Gaià (només vestigis), Sant Andreu de Genescà, Sant Esteve de Vilaramó, i les restes de Sant Pere de Monistrol (en runes).
Per a més informació, vegeu: Llista de monuments de Gaià.

## Masies
Dins el terme municipal de Gaià trobem les següents masies i cases disseminades:
Badia, Cal Cisteller, la Codina, el Coll de Comadoms, Esplugues, el Genescà, Cal Joanic, Matamala, Cal Mestre, Cal Pei, Peloses, la Plana, Cal Ponç, Pregones, el Puig, Cal Puntes, la Rierola, la Roca, Salomons, Cal Serra, Cal Simon de Matamala, el Soler de Lloberes, la Vall de Vilaramó, Vilagaià, Cal Vinya Nou, Viranes, les Salades.

## Fills destacats de Gaià
Era fill de Gaià el coronel austriacista de la Guerra de Successió Espanyola Joan Vilar i Ferrer.
Més endavant també destaca l'hisendat i participant en l'Assemblea de Manresa del 1892 Antoní Soler de Lloberas i Quintanas.

## Administració i política
| Període     | Alcalde o alcaldessa             | Partit polític | Data de possessió | Observacions |
| ----------- | -------------------------------- | -------------- | ----------------- | ------------ |
| 1979–1983   | Pedro Armengou Casals            | CIU            | 19/04/1979        | --           |
| 1983–1987   | Rafael Burillo Vall              | CIU            | 28/05/1983        | --           |
| 1987–1991   | Rafael Burillo Vall              | CIU            | 30/06/1987        | --           |
| 1991–1995   | Rafael Burillo Vall              | CIU            | 15/06/1991        | --           |
| 1995–1999   | Josep Coll Pujols                | CIU            | 17/06/1995        | --           |
| 1999–2003   | Enric Armengou Vall De Vilaramon | CIU            | 03/07/1999        | --           |
| 2003–2007   | Enric Armengou Vall De Vilaramon | CIU            | 14/06/2003        | --           |
| 2007–2011   | Enric Armengou Vall De Vilaramon | CIU            | 16/06/2007        | --           |
| 2011–2015   | Enric Armengou Vall De Vilaramon | CIU            | 11/06/2011        | --           |
| 2015–2019   | Enric Armengou Vall De Vilaramon | CIU            | 13/06/2015        | --           |
| 2019-2023   | Enric Armengou Vall De Vilaramó  | Junts          | 15/06/2019        | --           |
| Des de 2023 | Núria Casanovas i Antonell       | ERC            | 17/06/2023        | --           |